# Discoppia cylindrica
Discoppia cylindrica är en kvalsterart som först beskrevs av Pérez-Íñigo 1965.  Discoppia cylindrica ingår i släktet Discoppia och familjen Oppiidae.

## Underarter
Arten delas in i följande underarter:
- D. c. cylindrica
- D. c. rostroincisa